# Pontifex

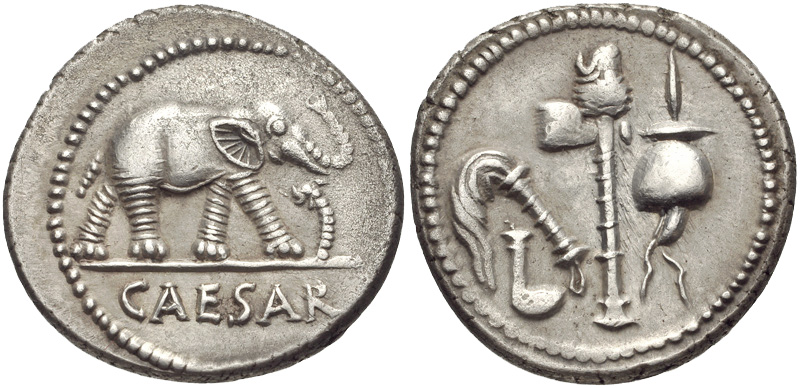
Denár Julia Caesara, na rubu jsou atributy pontifika maxima: obětní lžíce, kropenka, žezlo a klobouk

Pontifex byl ve starověkém Římě člen kolegia pontifiků (latinsky Collegium Pontificum), což byl ve starověkém římském náboženství sbor nejvýznamnějších kněží. Veden byl pontifikem maximem a tvořen dalšími pontifiky, rexem sacrorum, flaminy a vestálkami. Podobný sbor existoval nejenom v Římě, ale i v dalších italských městech. Funkce pontifika maxima od dob Augusta přešla na císaře a od 4. století už křesťanští císařové počínaje Graciánem († 383) titul pontifex maximus neužívali, zato se jako pontifex (na východě archiereus) označují křesťanští biskupové a zhruba od roku 600 se titulem pontifex maximus nebo summus označují papežové. Titul pontifex a odvozené názvy se v římskokatolické církvi užívají pro biskupy, jejich funkční období (pontifikát), odznaky (pontifikálie) a bohoslužby (pontifikální mše).
Pontifikové dohlíželi nad nejdůležitějšími aspekty římského náboženství jako veřejné oběti, zasvěcování chrámů (dedicatio), určováním dat svátků (feriae conceptivae) a rozhodování na jaké božstvo se obrátit. Jejich funkce byla primárně politická a tak na rozdíl od flaminů či vestálek nebyli nijak omezeni ve veřejném životě. Nepobírali žádný plat, ale byli osvobozeni od daňové a vojenské služby a měli právo nosit tógu (toga praetexta).

## Etymologie
Slovo pontifex doslova znamená „stavitel mostů, průkopník“ a je odvozeno od pōns („most“), podobně jako carnifex („výrobce masa, řezník“) od carnis („maso“). Tento výklad byl přijat již ve starověku. Slovo pōns je zde však užito ve starším významu jakékoliv cesty, ať už pozemní, vodní nebo vzdušné. Podobného významu je védský titul pahti-krt („ten kdo razí cestu“) užívaný pro bohy a kněží.

## Povinnosti
Ze své úřadovny v Regii – starém královském sídle, pontifikové bděli nad veřejným římským kultem. Prováděli tak oběti a zasvěcování (dedicatio) chrámů, oltářů a soch, dohlíželi na náboženské právo (ius divinum), rozhodovali ve sporných právních záležitostech a řešili prodigia – znamení budoucích událostí. Dále určovali v jaké dny se budou konat pohyblivé svátky (feriae conceptivae) a v jaké je povoleno věnovat se veřejné činnosti (dies fasti), zaznamenávali významné události roku (annales) a archivovali činnost (acta pontificium) a rozhodnutí (commentarii pontificium) svého kolegia. Pod jejich dohled spadaly také kulty bez vlastního kněžstva, v soukromé sféře se účastnili pouze svatebního obřadu confarreatio, vyhrazeného pouze patricijům.

## Historie
Tradičně bylo založení kolegia pontifiků přisuzováno legendárnímu králi Numovi Pompiliovi, který měl vládnout v 8. století př. n . l. Původně existovali pontifikové tři, později šest včetně pontifika maxima, jehož funkce vznikla na počátku republiky v 5. století př. n. l. lex Ogulnia po roce 300 př. n. l. rozšířil počet pontifiků (dříve voleni pouze z řad patricijů) o plebejské členy a později se počet dále zvětšoval, až například na šestnáct na sklonku republiky. Původně byli pontifikové voleni kooptací, od roku 103 př. n. l. byli vybíráni tributním sněmem. Kooptace byla opět zavedena Sullou, ale brzy znovu nahrazena volbou prostřednictvím lex Atia roku 63 př. n. l.  a od vzniku císařství byli pontifikové vybíráni císařem jako pontifikem maximem.